# Яранский Вознесенский монастырь
Яра́нский Вознесе́нский монасты́рь — бывший мужской монастырь в городе Яранске, ныне Кировская область, Россия. Принадлежал Казанской епархии Русской православной церкви.

## Описание
Располагалась обитель на т. н. Красной горке, ныне территорию его в городе занимает Городской сад и женский Благовещенский монастырь, в котором сохранилась каменная Благовещенская церковь Вознесенского монастыря, впервые упоминаемая в 1652.

## История
Обитель впервые упоминается в 1652. В 1678 имел 32 двора крепостных крестьян. В 1710 Игумен, иеромонах, иеродьякон и белый дьячёк.
В 1742 в монастыре имелось 3 церкви (соборная деревянная Вознесения Христова с приделом Ильи-Пророка, Архангельская и Благовещенская каменные церкви, которые стояли в одной связи с колокольней между ними) с 4 престолами, проезжая колокольня, конюшня, 2 кельи, скотный двор, было приписано 40 душ крепостных крестьян, земли 13 четвертей в поле, сенных покосов — на 100 копен; «… Яранском уезде за Вознесенским монастырем в деревне Бормотове скотной двор а в нём скотники… крестьянской двор в деревне Бомотове».
Монастырь был обнесён деревянной оградой. Упразднён при сокращении штатов в 1764, когда имел 236 душ крестьян. С начала XVIII века — центр Яранского заказа (игумен монастыря был Яранским протопопом).
Вознесенский храм со временем разрушился. Река Ярань подмыла берег. Вероятно, по этой причине 5 июня 1891 года разобрали колокольню и храм, стоявший ближе к воде. Кирпич использовали при строительстве нового храма — во имя Александра Невского.
После упразднения монастыря осталось кладбище, ставшее городским («старое» Яранское Благовещенское кладбище). В 1781 году бывшая монастырская деревянная Вознесенская церковь была разобрана, а кладбище при ней закрыто. На территории бывшего монастыря осталась только каменная Благовещенская церковь, ставшая приходской. Взамен старого погоста за городом по Кукарскому тракту основан новый с перенесением сюда из монастыря и возведением в камне Вознесенской церкви.
Новой вехой в жизни Благовещенского храма стало решение Яранской епархии открыть при нём, как в далёкие времена, монастырь. На этот раз, женский.
17 декабря 2014 года состоялась церемония представления пяти насельниц монастыря, именуемого Благовещенским женским.

## Известные настоятели (годы упоминания)
- Сергий, строитель (1659)
- Феодосий, строитель (1679)
- Филарет, игумен (1706—1707)
- Илларион, игумен (1753—1757)
- Захарий, игумен (1765)